# 西小門駅
西小門駅（ソソムンえき）は、ソウル特別市西大門区にかつて存在した京義線の鉄道駅である。

## 歴史
- 1930年12月25日 - 開業[1]。
- 1944年3月31日 - 廃止[2]。